# Exklusiv – Die Reportage
Exklusiv – Die Reportage ist eine deutsche Reportage-Fernsehsendung. Die Sendung wurde von 1993 bis 2014 von Blue Eyes Film & Television für RTL II produziert. Ausgestrahlt wird sie im Nacht- und späten Abendprogramm von RTL II.

## Konzept
Die Sendung handelte anfangs hauptsächlich von der menschlichen Sexualität und Erotik und berichtet zum Beispiel über Dinge wie Sextourismus, Prostitution, Pornografie, Fetischismus und BDSM. Der dadurch entstandene Ruf als Deutschlands „Tittensender“ wurde allerdings als kontraproduktiv und nicht werbefreundlich angesehen und so wurde der Sexanteil ab etwa 2001 stark reduziert. Stattdessen wurden vermehrt Reportagen über andere Themen wie den Alltag und die Arbeit, Betrügereien und Verbrechen, Prominente etc. gezeigt. Später wurde allerdings auch wieder vermehrt über sexuelle Themen berichtet.

## Produktion und Ausstrahlung
Die Sendung wurde das erste Mal im September 1993 ausgestrahlt. 2004 wurde die Reihe „Schönheit um jeden Preis — Letzte Hoffnung Skalpell“ in die Sendung integriert. Die Sendung wird einstündig donnerstags nach 22 Uhr ausgestrahlt. Zeitweise laufen allerdings auch mehrere Sendungen an anderen Tagen in der Woche. Produziert wurden mindestens 1108 Folgen.